# Джайлз, Джон
Джон Джайлз (англ. John Giles; род. XX век, Меса, Аризона) — американский государственный и политический деятель. С 2014 года является мэром Месы, штат Аризона.

## Биография
В 1978 году окончил среднюю школу Вествуд. Учился в Университете Бригама Янга, получив диплом политолога в 1984 году. В 1987 году получил степень юриста, окончив юридический колледж Сандры Дэй О’Коннор и работает юристом в фирме Giles & Dickson.
С 1992 по 1993 год занимал пост председателя Коллегии адвокатов Ист-Вэлли. В 1996 году избран в городской совет Месы и работал там до 2000 года, в том числе был вице-мэром с 1998 по 2000 год.
После отставки мэра Скотта Смита в 2014 году был избран мэром на внеочередных выборах на срок до 2017 года. Был приведен к присяге на должность мэра 18 сентября 2014 года. В 2016 году был переизбран на полный четырехлетний срок, который продлится до 2021 года.

## Личная жизнь
У Джона Джайлза и его жены Доун пятеро детей и восемь внуков.

## Политические взгляды
Член Республиканской партии, хотя должность мэра официально является беспартийной. Занимает руководящую роль в качестве попечителя в Организации Конференции мэров США. Сообщается, что он призвал бывшего сенатора США Джеффа Флэйка баллотироваться в президенты.